# Georg Heinrich Stoltze
Georg Heinrich Stoltze (* 31. Juli 1784 in Hannover; † 23. Juli 1826 in Halle (Saale)) war ein deutscher Apotheker, Pharmazeut, Hochschullehrer, Autor und Herausgeber.

## Leben
Der während der Personalunion zwischen Großbritannien und Hannover zur Zeit des Kurfürstentum Braunschweig-Lüneburg geborene Georg Heinrich Stoltze studierte an der Universität Halle, an der er 1816 mit dem Titel als Dr. phil. schloss. Er wirkte als Administrator der Halleschen Waisenhaus-Apotheke, betätigte sich 1816 als Privatdozent vor Ort und übernahm 1824 eine außerordentliche Professur für Pharmazie an der Universität Halle.
Stoltze publizierte neben anderen Schriften etwa über Holzsäure oder China-Alkaloide verschiedene pharmazeutische Aufsätze in dem ab 1824 von ihm selbst herausgegebenen Berliner Jahrbuch für Pharmacie.

## Schriften (Auswahl)
- Gründliche Anleitung, die rohe Holzsäure zur Bereitung des reinen Essigs usw. zu benutzen usw.; nebst genauerer Betrachtung der übrigen bei der trockenen Destillation des Holzes sich bildenden Producte, Halle, 1820[1]